# Ikkeri
Ikkeri (Kannada ಇಕ್ಕೇರಿ) ist ein ca. 500 Einwohner zählendes Dorf im Gemeindebezirk (taluk) von Sagar im Distrikt Shivamogga im südwestindischen Bundesstaat Karnataka.

## Lage
Ikkeri liegt in den regen- und waldreichen Westghats in einer Höhe von ungefähr 625 m ü. d. M. Die Stadt Sagar liegt nur ca. 5 km nordöstlich; die Distriktshauptstadt Shivamogga befindet sich ca. 75 km (Fahrtstrecke) südöstlich. Das Klima ist oft schwül; Regen fällt hauptsächlich während der Monsunmonate Juni bis September.

## Bevölkerung
Die mehrheitlich Kannada sprechende Bevölkerung besteht zu ca. 95 % aus Hindus; Muslime bilden eine zahlenmäßig kleine Minderheit. Der männliche und der weibliche Bevölkerungsanteil sind ungefähr gleich hoch.

## Wirtschaft
Die Einwohner von Ikkeri leben weitgehend als Bauern. Auf den Feldern wird hauptsächlich Reis angebaut, aber auch Betelpalmen und andere Gewürzpflanzen wie Pfeffer, Zimt, Muskatnuss und Nelken spielen eine bedeutsame Rolle im Wirtschaftsleben des Ortes.

## Geschichte
Ikkeri wurde im Jahr 1560 Hauptstadt des quasi unabhängigen Herrschaftsgebiets der Nayaks von Keladi; der Ort erhielt das Münzrecht. Im Jahr 1640 wurde die Hauptstadt ins ca. 40 km weiter südlich gelegene Bednur verlegt (heute ein Stadtteil von Nagara), doch Ikkeri blieb das religiöse Zentrum der Dynastie.

## Sehenswürdigkeiten

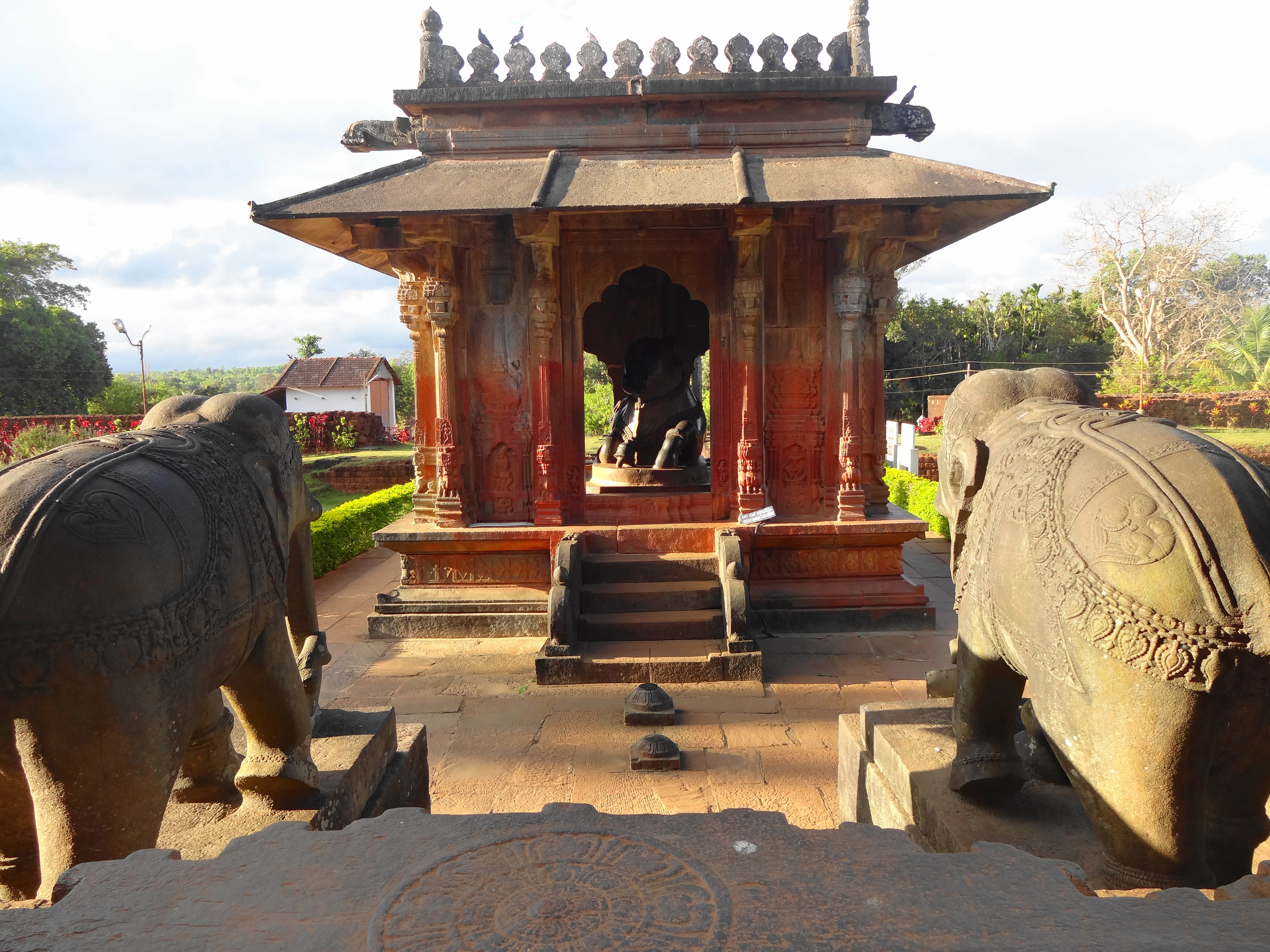
Aghoresvara-Tempel, Nandi-Schrein

- Hauptsehenswürdigkeit des Ortes ist der dem Hindu-Gott Shiva geweihte und allseits von Mauern eingefasste Aghoresvara-Tempel, dessen Architektur gleichermaßen von den Traditionen der Hoysalas und von Hampi beeinflusst ist; der Bau ist in Zeit um 1560 zu datieren. Das Flachdach der von drei Seiten aus zugänglichen und von zahlreichen Jali-Fenstern spärlich belichteten Vorhalle (mandapa) wird von mächtigen Pfeilern/Säulen im Innern gestützt. Links und rechts des Haupteingangs befinden sich steinerne Elefanten und kunstvoll bearbeitete Götterbildnisse, die Attribute Shivas und Vishnus tragen und sich am Bauwerk mehrfach wiederholen. Über dem Sanktumsbereich (garbhagriha) erhebt sich ein mehrfach gestuftes Pyramidendach mit einer Schirmkuppel und einem metallenen Kugelstab als oberem Abschluss.

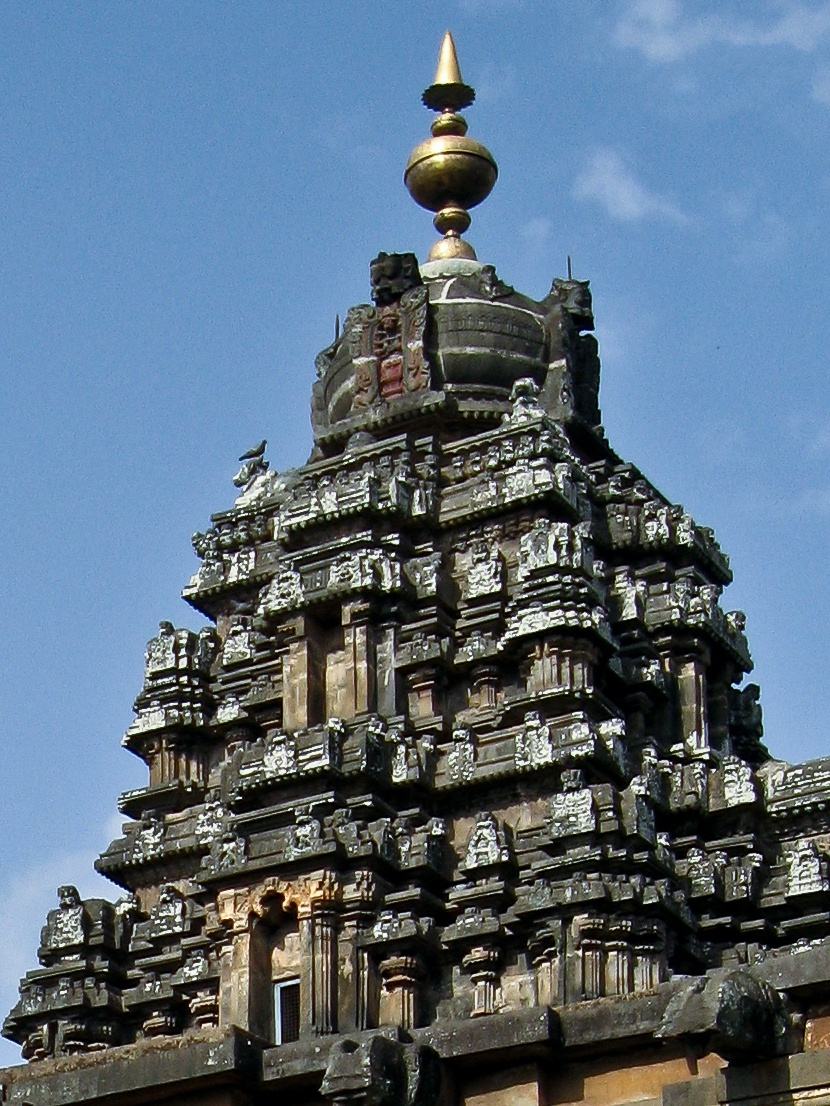
Shikhara
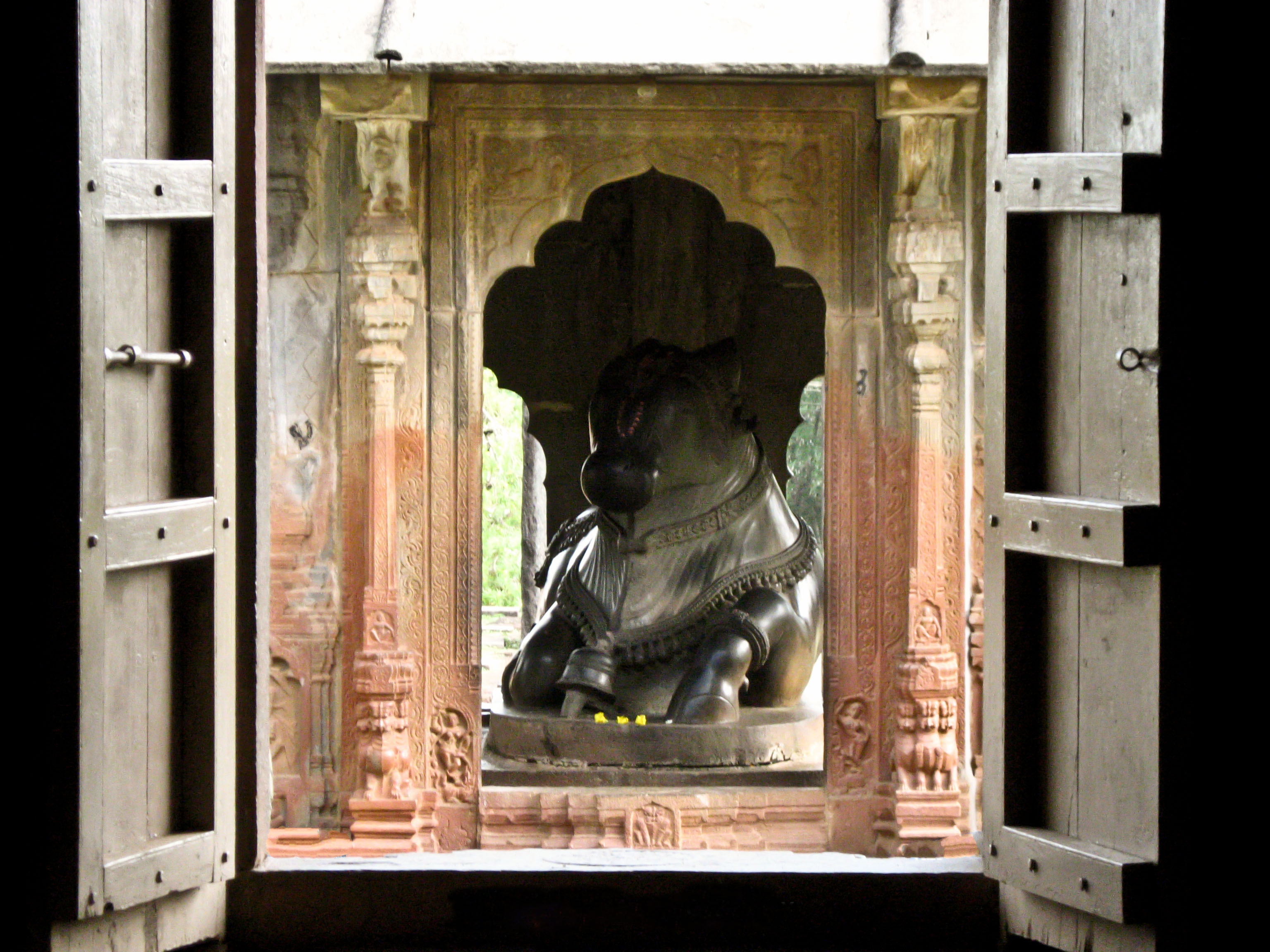
Nandi-Schrein
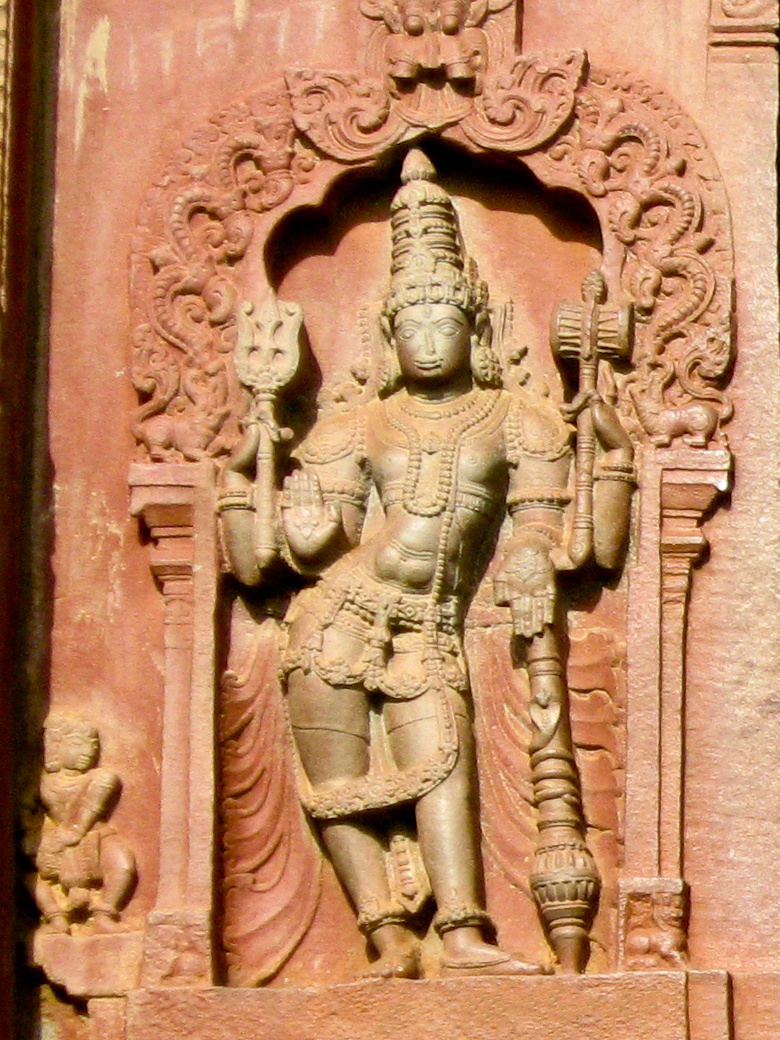
Götterbildnis mit Attributen Shivas und Vishnus in einem torana
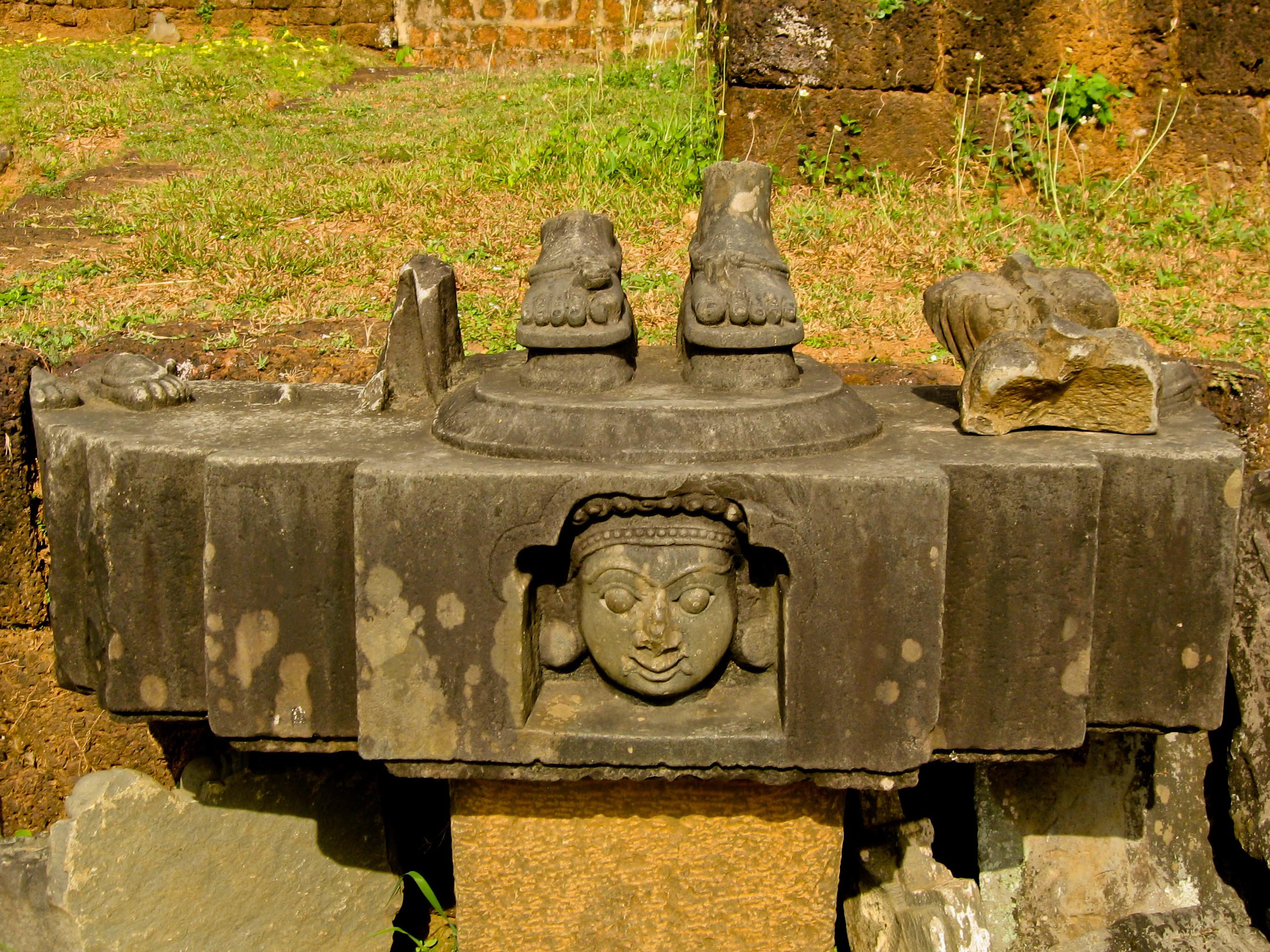
Skulpturenreste eines älteren Tempels

- In einer Ecke des ummauerten Tempelbezirks steht ein weiterer Tempel aus der gleichen Zeit.